# Mermessus contortus
Mermessus contortus är en spindelart som först beskrevs av James Henry Emerton 1882.  Mermessus contortus ingår i släktet Mermessus och familjen täckvävarspindlar. Inga underarter finns listade i Catalogue of Life.